# Синеногая литория
Синеногая литория (лат. Litoria moorei) — вид бесхвостых земноводных семейства квакш. Видовое латинское название дано в честь американского герпетолога Джона Мура (1915—2002).
Долгое время вид относился к роду Hyla, поэтому в литературе часто фигурирует под устаревшим названием. Голос самцов похож на звук набирающего скорость мотоцикла, за что в Австралии лягушки получили название «Motorbike Frog» (лягушка-мотоцикл).

## Распространение
Эндемик Австралии. Ареал охватывает большую часть юго-западной части материка: от реки Мерчисон до реки Паллинап, озеро Дамблиунг и остров Роттнест.

## Описание

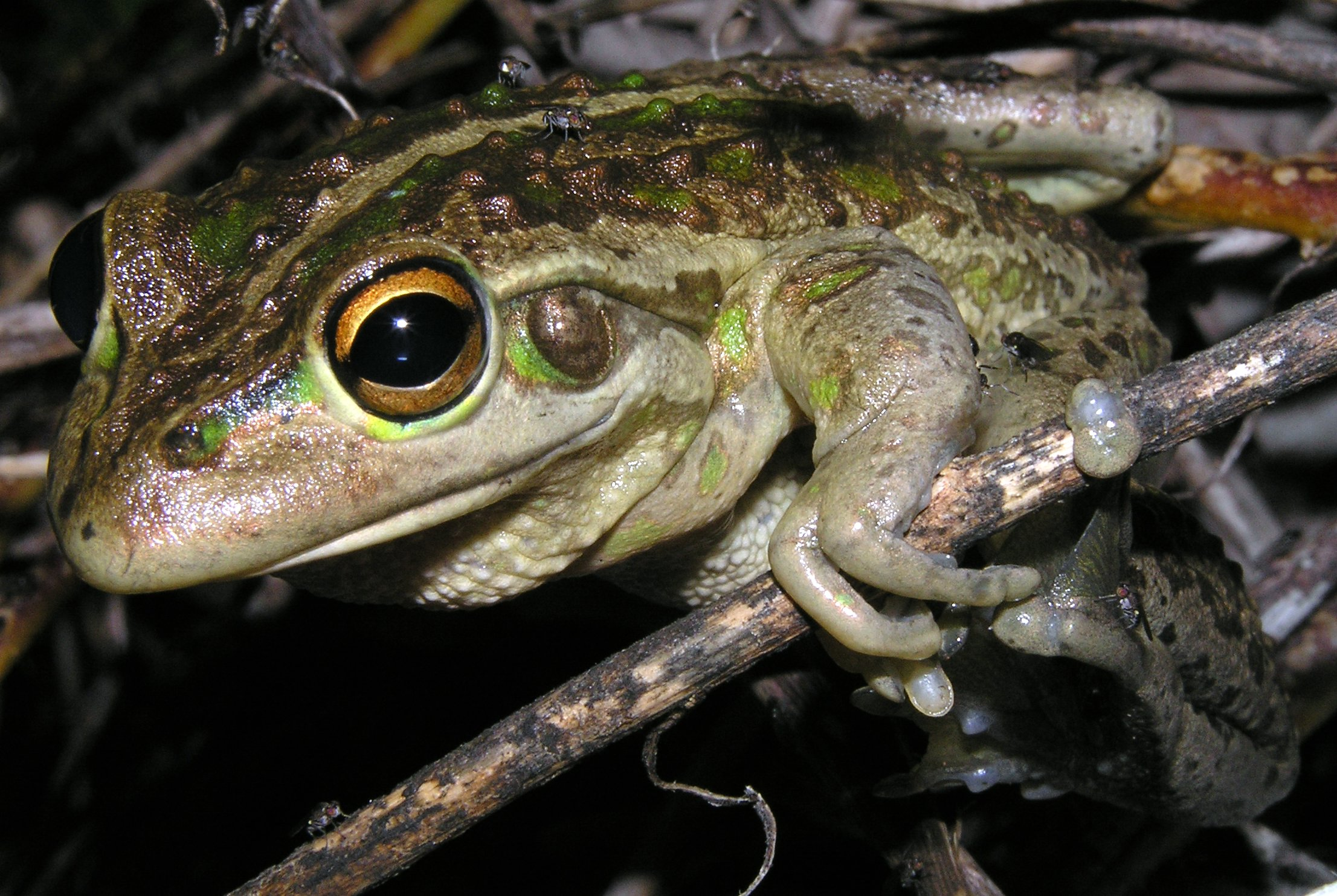

Это довольно крупные лягушки, размером около 8 см. Прекрасно маскируются под окружающую среду, способны менять цвет от тёмно-коричневого до золотистого. Брюхо светлее — от бледно-зелёного до светло-коричневого цвета. Вне зависимости от оттенка на теле присутствуют тёмные пятна, а по позвоночнику проходит широкая светлая полоса. Кожа бородавчатая, в отличие от подавляющего большинства квакш. В целом, взрослые особи внешне похожи на настоящих лягушек, но отличаются от них наличием присосок на пальцах. Задние лапы сильные, между пальцами есть перепонки.

## Образ жизни

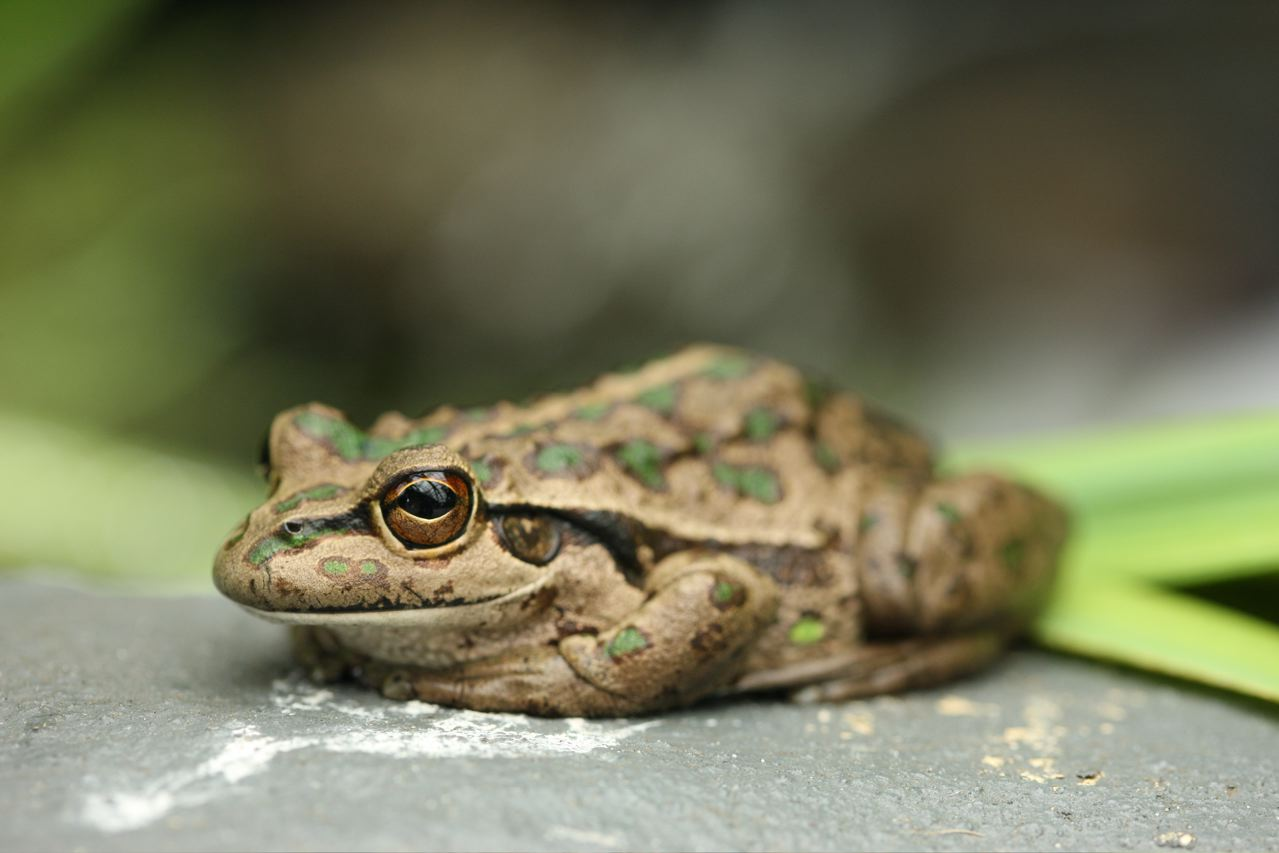

Обитают в прибрежных лесах, редколесьях и зарослях кустарника, на высотах до 600 м над уровнем моря. Среда обитания связана с водоёмами: ручьями, болотами, лагунами и прудами с большим количеством растительности, где лягушки могут укрыться в случае опасности. Однако, в течение длительного времени могут обходиться без воды, и часто встречаются в садах и населённых пунктах.
В солнечную погоду любят греться на солнце, как правило, сидя вертикально на листьях и стеблях растений, каменных стенах или окнах. Забираются на высоту не более, чем 1-2 метра. На ночь скрываются под корой, брёвнами или другими крупными объектами. Питаются, в основном, членистоногими, но могут охотиться и на более мелких лягушек, в том числе молодь своего вида.

## Размножение
Сезон размножения длится с ранней весны до конца лета. Самцы, как правило, ищут подходящий свал камыша или других водных растений, взобравшись на который начинают призывать самок. У самцов в брачный период развиваются брачные мозоли, которые помогают удерживать самку во время спаривания. Икринки откладываются большими партиями, заключёнными в студенистую массу, и прикрепляются к плавающей растительности и мусору.

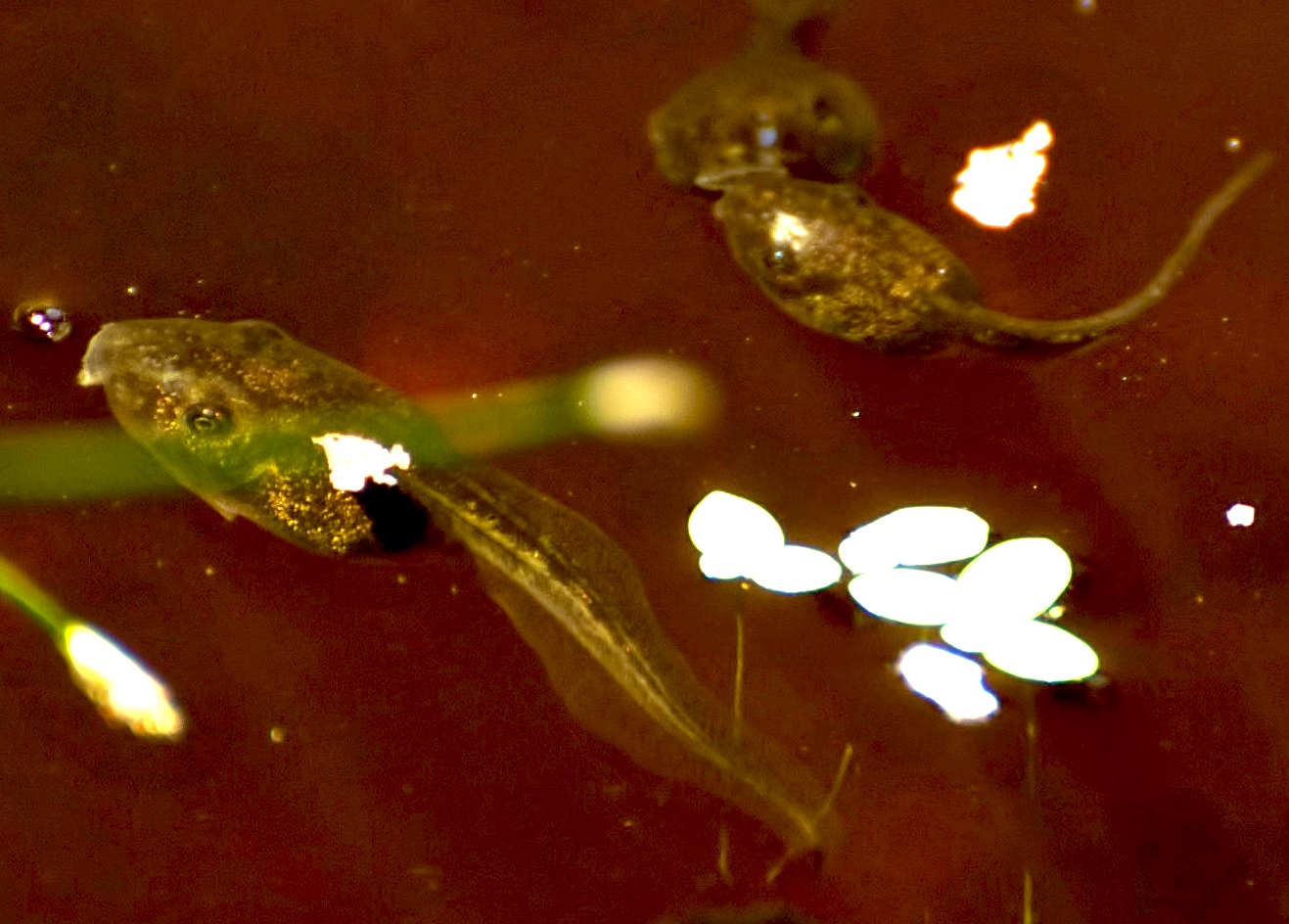

Головастики крупные, до 8 сантиметров в длину, коричневого цвета сверху, серебряного снизу. Обычно прячутся среди растительности, но быстро выходят из укрытия когда появляется пища. Живут группами. Питаются, в основном, водорослями, но при возможности ловят и мелких водных членистоногих. Головастики, как и взрослые лягушки, любят загорать в течение одного или двух часов каждый день, что благоприятно влияет на их развитие.

## Фото

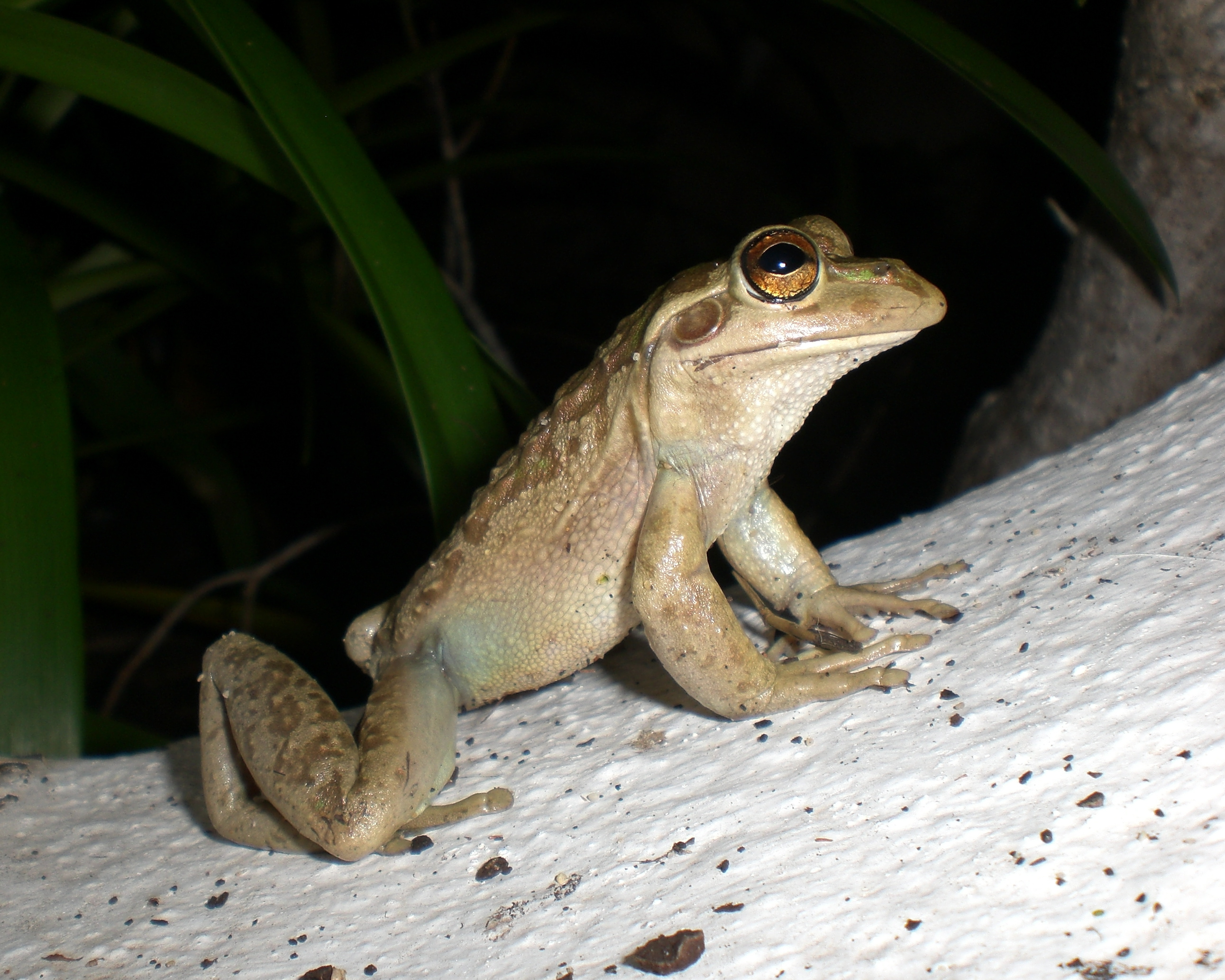
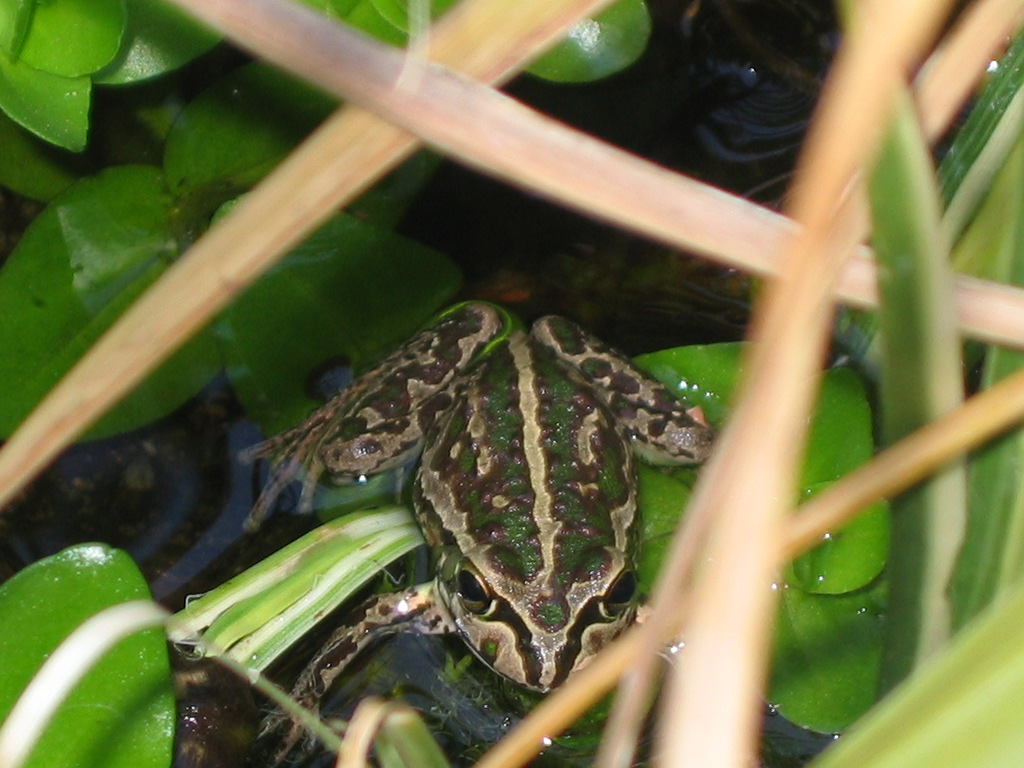